# نونو غوميش
نونو ميغيل سواريش بيريرا ريبيرو (بالبرتغالية: Nuno Miguel Soares Pereira Ribeiro) المعروف باسم نونو غوميش، من مواليد 5 يوليو 1976 في أمارانتي في البرتغال، لاعب كرة قدم برتغالي سابق.
بدأ مسيرته الكروية مع نادي بوافيستا في عام 1994، ولعب معهم حتى عام 1997، وشارك معهم في 79 مباراة وسجل 23 هدف، وفي عام 1997 انتقل إلى نادي بنفيكا، ولعب معهم حتى عام 2000، وشارك معهم في 101 مباراة وسجل 60 هدف، وفي عام 2000 انتقل إلى نادي فيورنتينا الإيطالي، ولعب معهم حتى عام 2002، وشارك معهم في 53 مباراة وسجل 14 هدف، وفي عام 2002 عاد إلى نادي بنفيكا البرتغالي ولعب لهم إلى 2011 وشارك معهم في 192 مباراة وسجل 65 هدف، وفي صيف 2011 انتقل إلى نادي سبورتينغ براغا البرتغالي ولعب لهم لمدة موسم واحد شارك خلالها في 20 مباراة وسجل 6 أهداف، وفي 2012 انتقل إلى نادي بلاكبيرن روفرز لعب لهم موسم واحد شارك خلالها في 18 مباراة وسجل 4 أهداف، وفي 2013 أعلن اعتزاله كرة القدم بشكل نهائي بعمر 37 عاماً.
و قد لعب مع منتخب البرتغال لكرة القدم منذ عام 1996 حتى عام 2011 شارك في 79 مباراة وسجل 29 هدف.

## مسيرته الكروية
لعب نونو غوميش خلال مسيرته الاحترافية مع 5 أندية في تسعة عشر موسمًا وسجل خلالها 173 هدف ضمن 462 مباراة. حيث فاز في ثلاثة مواسم بالكأس وفي موسمين بالدوري.
خاض نونو غوميش مسيرته مع نادي بوافيشتا في موسم 1994–95 واستمر معه طيلة ثلاثة مواسم، مشاركًا في 79 مباراة سجل خلالها 23 هدفًا. ثم انتقل إلى نادي بنفيكا في موسم 1997–98 في المرة الأولى واستمر معه طيلة ثلاثة مواسم ثم في موسم 2002–03 ليلعب معه تسعة مواسم، حيث شارك طوالها في 292 مباراة سجل خلالها 126 هدف. لينتقل بعدها إلى نادي فيورنتينا في موسم 2000–01 ولمدة موسمين، مشاركًا في 53 مباراة سجل خلالها 14 هدفًا. ثم انتقل إلى نادي سبورتينغ براغا في موسم 2011–12 لمدة موسم واحد، مشاركًا في 20 مباراة سجل خلالها 6 أهداف. هذا وانتقل لاحقًا إلى نادي بلاكبيرن روفرز في موسم 2012–13 لمدة موسم واحد، مشاركًا في 18 مباراة سجل خلالها 4 أهداف.

## روابط خارجية
- نونو غوميش على موقع الاتحاد الدولي (مؤرشف)  (الإنجليزية)
- نونو غوميش على موقع الاتحاد الأوربي (الإنجليزية)
- نونو غوميش على موقع قاعدة بيانات كرة القدم.إي يو (الإنجليزية)
- نونو غوميش على موقع ليكيب (الفرنسية)
- نونو غوميش على موقع ناشيونال فوتبول تيمز (الإنجليزية)
- نونو غوميش على موقع Soccerbase.com (لاعب) (الإنجليزية)
- نونو غوميش على موقع Soccerway.com (الإنجليزية)
- نونو غوميش على موقع عالم كرة القدم.نت (الإنجليزية)
- نونو غوميش على موقع كووورة
- نونو غوميش على موقع أوليمبيديا (الإنجليزية)